# 1 aprilie 2000 (film)
1 aprilie 2000 (1952) (titlu original 1. April 2000) este un film austriac științifico-fantastic, comedie, romantic regizat de Wolfgang Liebeneiner. În film interpretează Hilde Krahl, Joseph Meinrad, Curd Jürgens. Filmul este o satiră politică realizată în timpul ocupării Austriei de către Aliați (1945-55).

## Povestea
Este anul 2000 și Pământul este guvernat de Uniunea Mondială Globală, deși unor țări li se permite să-și aleagă propriile guverne atâta timp cât acestea vor sprijini Uniunea.

## Actori
| Actor                     | Rol                           |
| ------------------------- | ----------------------------- |
| Hilde Krahl               | President of the Global Union |
| Josef Meinrad             | Prime Minister of Austria     |
| Waltraut Haas             | Mitzi                         |
| Judith Holzmeister        | Ina Equiquiza                 |
| Elisabeth Stemberger      | Sekretärin                    |
| Ulrich Bettac             | Moderator Robinson            |
| Karl Ehmann               | Cabinet Chief                 |
| Peter Gerhard             | Hieronymus Gallup             |
| Curd Jürgens              | Capitano Herakles             |
| Robert Michal             | Wei Yao Chee                  |
| Heinz Moog                | Hajji Halef Omar              |
| Guido Wieland             | Alessandro Bibalini           |
| Paul Hörbiger             | Augustin                      |
| Hans Moser                | Composer                      |
| Pepi Glöckner-Kramer      |                               |
| Martha Marbo              |                               |
| Eva Payrer                |                               |
| Erika Pirschl             |                               |
| Erna Schickl              |                               |
| Marianne Schönauer        |                               |
| Alma Seidler              | Reporterin                    |
| Anneliese Stöckl-Eberhard |                               |
| Hansi Stork               |                               |
| Ingeborg Wieser           | Alessandro Vitalini           |
| Karl Bachmann             |                               |
| Theodor Danegger          | Russ. Hochkommissar           |
| Karl Eidlitz              |                               |
| Hans Frank                |                               |
| Erik Frey                 | Prinz Eugen                   |
| Harry Fuß                 | Franzl                        |
| Hugo Gottschlich          |                               |
| Fred Hennings             | Deutscher Kaiser              |
| Franz Herterich           | Amerik. Hochkommissar         |
| Hans Holt                 |                               |
| Fritz Imhoff              |                               |
| Fred Liewehr              |                               |
| Heribert Meisel           |                               |
| Alfred Neugebauer         | Finanzminister                |
| Toni Nießner              |                               |
| Hans Richter              | Reporter                      |
| Leopold Rudolf            |                               |
| Stefan Skodler            |                               |
| Ernst Stankovski          |                               |
| Otto Treßler              | Engl. Hochkommissar           |
| Hans Ziegler              | Franz. Hochkommissar          |
| Kurt Bülau                |                               |
| Rita Gallos               |                               |
| Edith Prager              |                               |
| Helmut Qualtinger         |                               |
| Gerhard Riedmann          | Reitender Bote (nemenționat)  |
| Die Wiener Sängerknaben   | Singers                       |